# Taxi
|  | Per a altres significats, vegeu «Taxi (desambiguació)». |

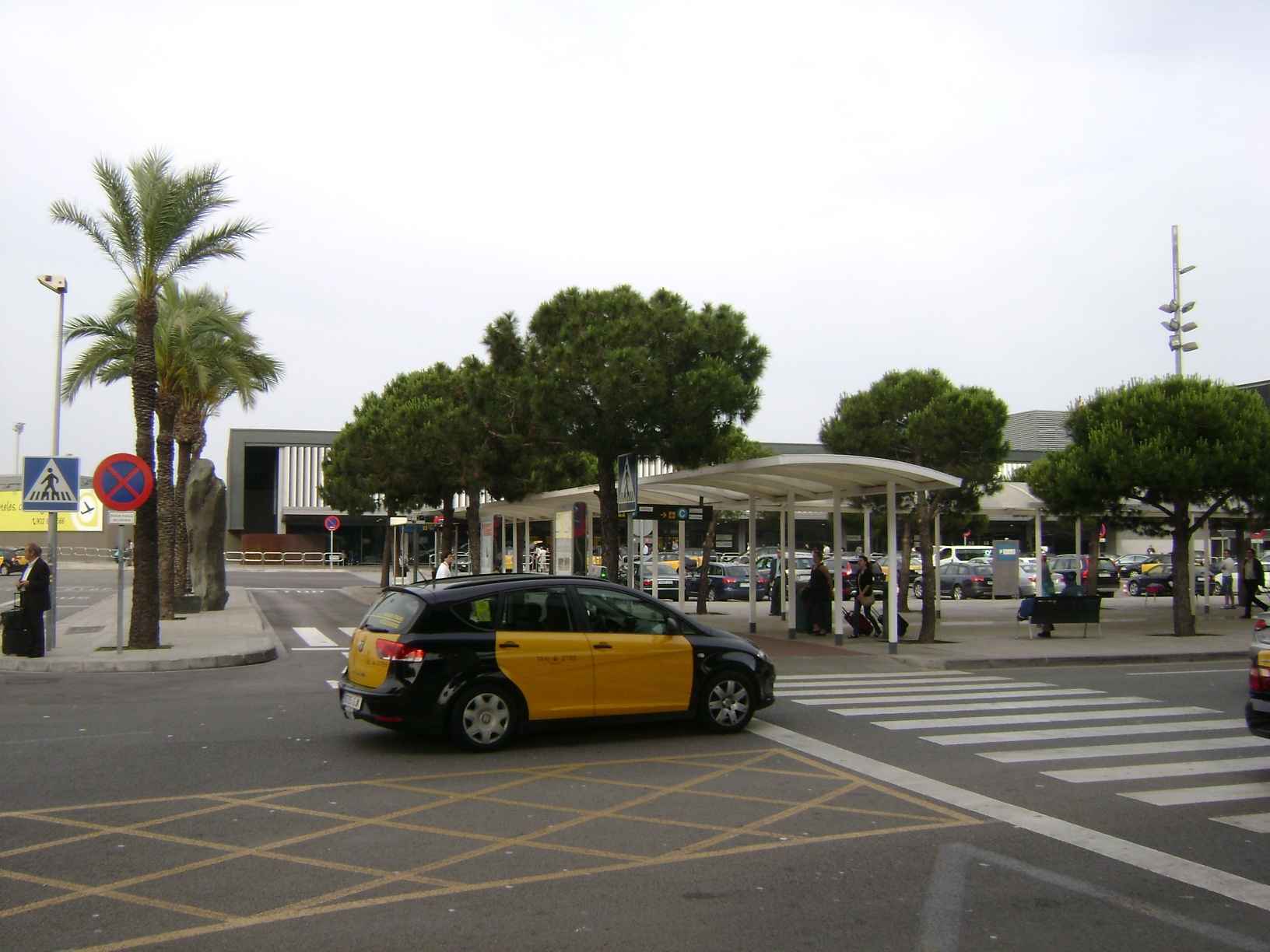
Un taxi a Barcelona.

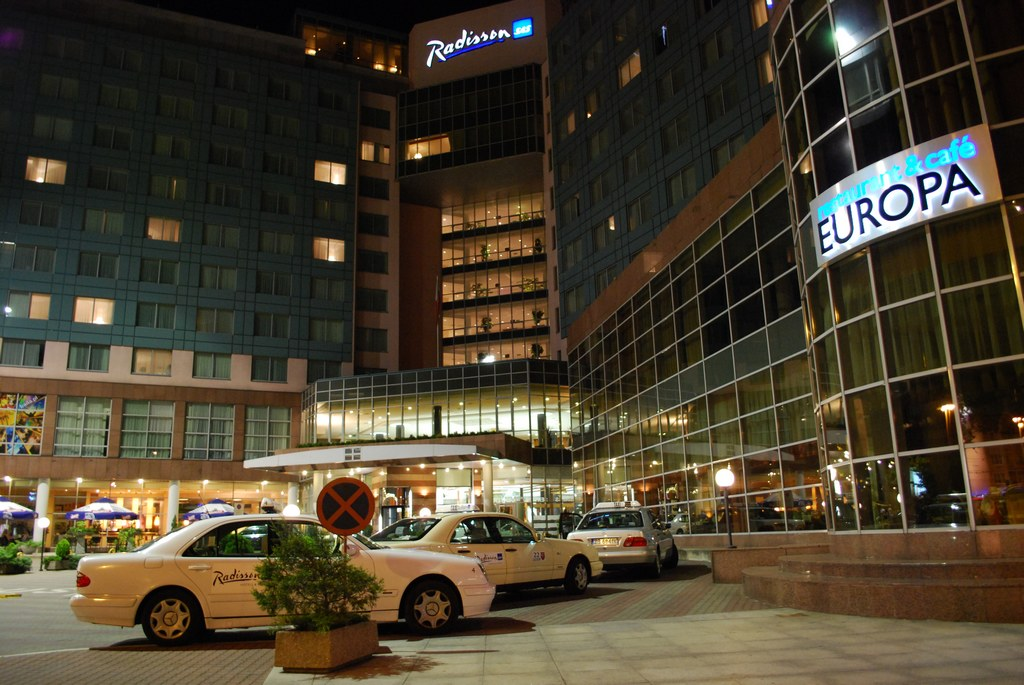
Un taxi a Szczecin (Polònia)

El taxi és l'automòbil amb conductor (taxista) que s'utilitza en el servei públic de transport de passatgers la finalitat del qual és traslladar una o més persones que en forma conjunta contracten el servei i que en general realitzen trajectes curts o mitjos dintre dels centres poblats. A diferència dels altres tipus de transport públic ciutadà, com són les línies del metro, tramvia o de l'autobús, el servei ofert pel taxi es caracteritza per ser porta a porta. La paraula taxi, segons el Diccionari català-valencià-balear, és una abreviació de taxímetre (del grec τάξις, «taxa» i μέτρον, «mesura») perquè un taxi és un vehicle proveït d'un taxímetre.

## Història

### Hackney carriage

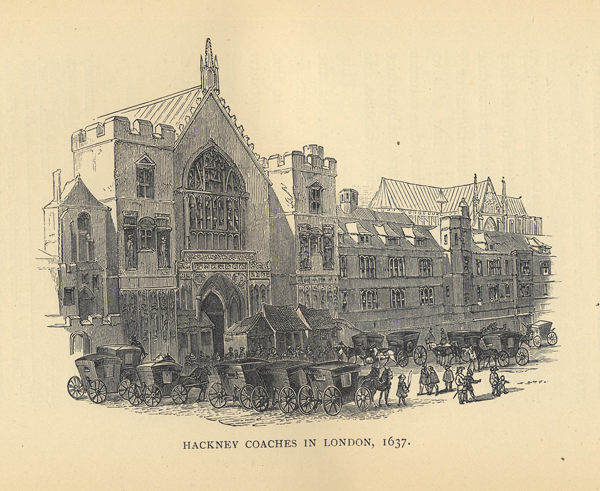
Cotxes de lloguer del a Early Carriages and Roads de Sir Walter Gilbey (1903)

Els serveis de carruatge de lloguer tirats per cavalls van començar a operar tant a París com a Londres a principis del segle xvii. El primer servei de cotxe de lloguer públic documentat va ser a Londres el 1605. En 1625, els carruatges es van posar a disposició dels encarregats de la fonda per llogar a Londres i la primera parada de taxis va aparèixer a the Strand fora del Maypole Inn a 1636. En 1635, el Parlament va aprovar la Llei de carruatges de Hackney per legalitzar els carruatges tirats per cavalls de lloguer. Els posaders llogaven vagons a comerciants i visitants. El 1654, el Parlament va aprovar una altra "Ordenança per a la regulació de cotxers de lloguer a Londres i els llocs adjacents", i les primeres llicències per a carruatges de lloguer es van emetre el 1662.
Nicolas Sauvage va iniciar un servei similar a París el 1637. Els seus vehicles eren coneguts com a fiacres, ja que el principal dipòsit de vehicles aparentment estava davant d'un santuari de Saint Fiacre (el terme 'fiacre' encara s'usa en francès per descriure un vehicle de lloguer tirat per cavalls, mentre que el terme alemany 'fiaker' es fa servir, especialment a Àustria, per referir-se a lo mateix).

### Hansoms

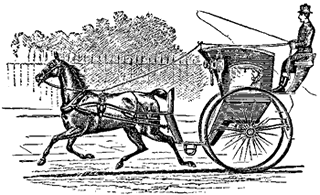
Dibuix d'un Hansom cab

El Hansom cab va ser dissenyat i patentat en 1834 per Joseph Hansom, un arquitecte de York com una millora substancial dels antics carruatges de lloguer. Aquests vehicles de dues rodes eren ràpids, prou lleugers com per ser tirats per un sol cavall (cosa que feia que el viatge fos més econòmic que viatjar que en un carruatge de quatre rodes més gran) i prou àgils per maniobrar al voltant de vehicles tirats per cavalls als notoris embussos de trànsit del Londres del segle xix i tenia un centre de gravetat baix per prendre les corbes amb seguretat. El disseny original de Hansom va ser modificat per John Chapman i diversos altres per millorar la seva viabilitat, però va conservar el nom de Hansom.
Aquests aviat van reemplaçar el carruatge de lloguer com un vehicle de lloguer. Ràpidament es van estendre a altres ciutats del Regne Unit, així com a ciutats europees continentals, particularment París, Berlín i Sant Petersburg. El taxi es va introduir en altres ciutats de l'Imperi Britànic i als Estats Units a fins del segle xix, i es va usar més comunament en la ciutat de Nova York.
El primer servei de taxi a Toronto, "The City", va ser establert en 1837 per Thornton Blackburn, un ex-esclau la fuga del qual quan va ser capturat a Detroit va ser l'ímpetu dels Disturbis de Blackburn.

### Taxis moderns

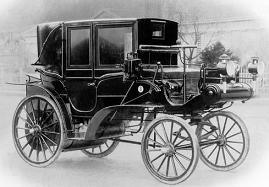
El Daimler Victoria de 1897 va ser el primer taxi a gasolina

Els taxis a bateria de electricitat van estar disponibles a la fi del segle xix. A Londres, Walter Bersey va dissenyar una flota d'aquests taxis i els va introduir als carrers de Londres el 19 d'agost de 1897. Aviat van ser anomenats 'Colibríes' a causa del taral·leu idiosincràsic que feien. En el mateix any, a la ciutat de Nova York, Samuel's Electric Carriage and Wagon Company va començar a operar 12 hansom cab elèctriques. L'empresa va funcionar fins a 1898 amb fins a 62 taxis en funcionament fins que els seus finançadors la van reformar per formar la Companyia de Vehicles Elèctrics.

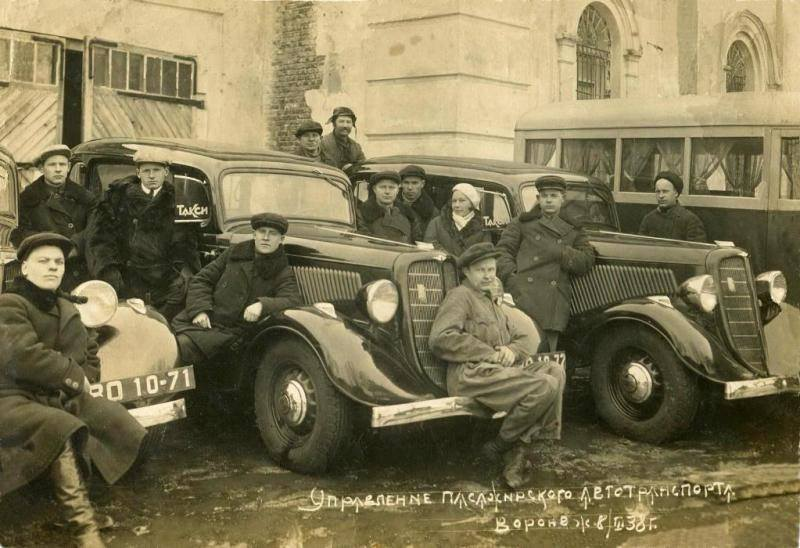
Taxis soviètics GAZ M-1 en 1938

Lo taxímetre modèrn foguèt inventat e perfeccionat per un trio d'inventors alemands; Wilhelm Friedrich Nedler, Ferdinand Dencker i Friedrich Wilhelm Gustav Bruhn. El Daimler Victoria, el primer taxímetre-taxi del món impulsat per gasolina, va ser construït per Gottlieb Daimler el 1897 i va començar a operar a Stuttgart el 1897. Els taxis van començar a operar a París el 1899, a Londres el 1903 i a Nova York en 1907. Els taxis de Nova York van ser inicialment importats de França per Harry N. Allen, propietari d'Allen-Kingston Motor Car Company. La seva fabricació va tenir lloc a Bristol Engineering a Bristol, Connecticut, on es van construir els primers taxis de producció nacional el 1908, dissenyats per Fred E. Moskovics, que havia treballat a Daimler a finals de la dècada de 1890. Albert F. Rockwell era el propietari de Bristol i la seva dona li va suggerir que pintés els seus taxis de groc per maximitzar la visibilitat dels seus vehicles. Moskovics va ser un organitzador de la fi Yellow Taxicab Company in New York.
Els taxis van proliferar a tot el món a principis del segle xx. La primera gran innovació després de la invenció del taxímetre va ocórrer a finals de la dècada de 1940, quan les radiotelèfons van aparèixer per primera vegada en els taxis. Les ràdios van permetre que els taxis i les oficines de despatx es comuniquessin i servissin als clients de manera més eficient que els mètodes anteriors, com l'ús de callboxs. La següent gran innovació va ocórrer a la dècada de 1980 quan es va introduir per primera vegada el despatx assistit per ordinador.

## Generalitats
En el cas de transport urbà, un taxi és un mitjà de transport que permet desplaçaments ràpids, confortables i directes principalment a àrees urbanes. L'usuari paga una tarifa al conductor (tarifa que estipula l'ajuntament, mai el taxista) a canvi del servei de transport prestat. Proveeix un servei flexible i convenient, per tant és un dels sistemes de transport no subvencionat. A diferència dels sistemes de transport col·lectiu, com metro, tramvia o bus, en els quals hi ha uns principis generals per al seu disseny, regulació i operació, els sistemes de taxis són molt més complexos i tenen moltes més variables a ser considerades i molts més actors.
La demanda és servida per la combinació de serveis prestats a través dels tres segments: despatx, carrer i contracte. Tot i això, els segments per despatx i al carrer són els predominants.
- Pel segment de despatx: sol·licitat per telèfon o aplicació mòbil, a una central, presta el servei porta a porta, a zones on aconseguir un taxi al carrer és difícil, durant la nit, per la baixa demanda, o per seguretat. Al segment de despatx es pot accedir bé sigui trucant a una central on, per mitjà d'un sistema de ràdio de dues vies, es busca el taxi, o per altres mitjans com ara telèfons mòbils o Internet.[16]
- Pel segment del carrer: les persones surten a la via a la recerca del servei. Aquest segment es divideix en dues grans branques: Taxis del carrer o taxis de zones d'espera.[16]
- Pel segment de contracte: l'usuari contacta directament al conductor del taxi, cada vegada que vulgui que li sigui prestat el servei i se'l paga generalment per hores o per activitat a un preu diferent del de la tarifa.[16]

A l'Argentina, les diferències més importants, amb el remís, són no poder prendre passatgers a la via pública, i que la tarifa no està reglamentada.
A Colòmbia, agafar el taxi, és una forma diària de fer-ho en vies públiques, però, per prendre un servei d'aquest, usen de manera diferent, plataformes com TaxiExpress, DiDi, encara que s'ha exposat a debats per prestadores de servei mòbil com Uber.

## Forma de contractació
La contractació del taxi pot ser realitzada en diverses formes, depenent dels usos i reglamentacions del lloc:
- Per telèfon cridant a una central que al seu torn es comunica amb els taxistes (ràdio-taxi).
- Prenent-lo en la via pública.
- Prenent-lo en llocs determinats de la via pública, denominats «desocupades» enfront de les quals s'estacionen els vehicles que es troben desocupats. En algunes ciutats aquestes desocupades compten amb un telèfon al qual pot cridar l'interessat i que és atès pel taxista que es trobi allí esperant passatgers.

## Taxi aquàtic

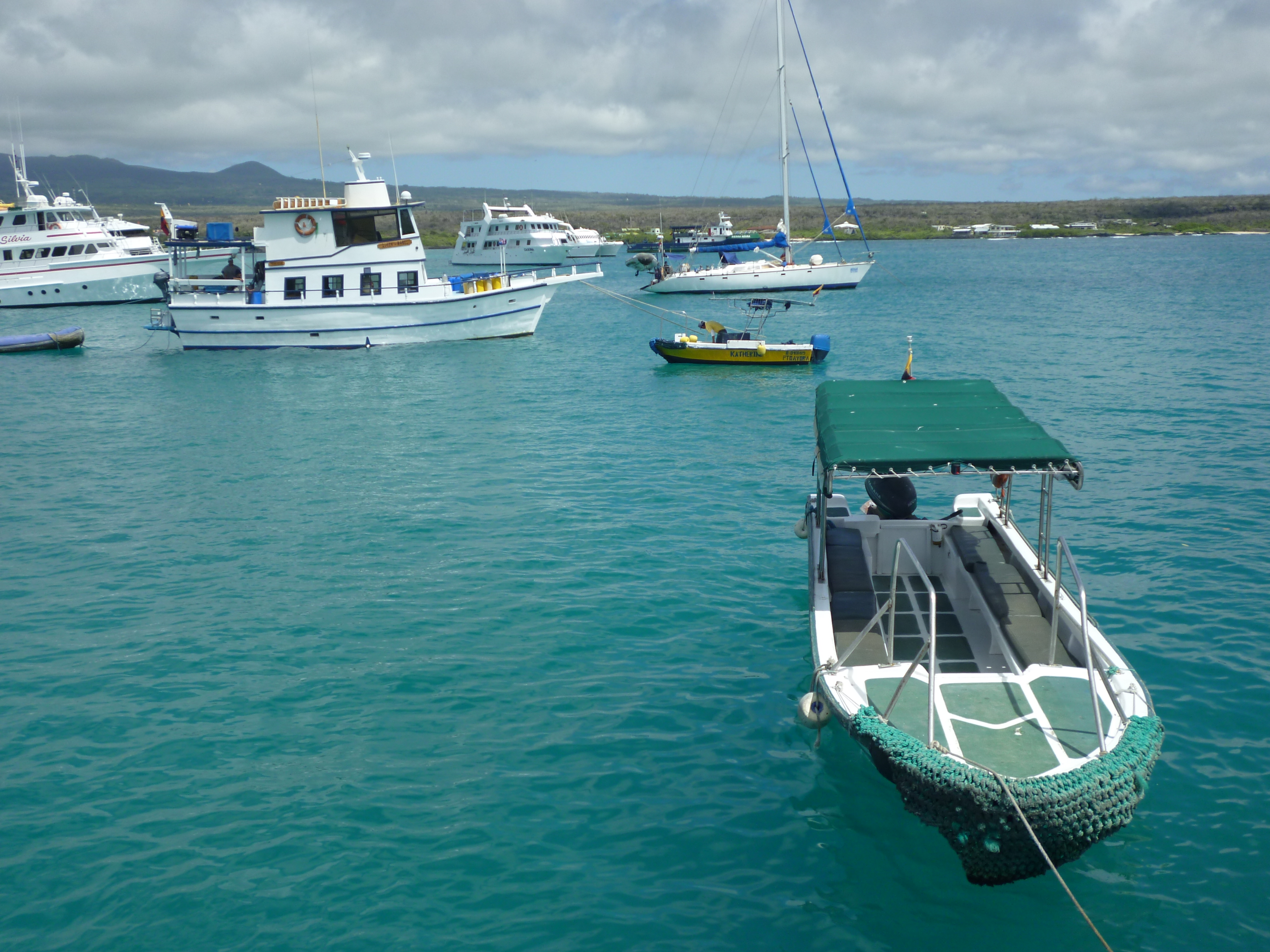
Taxi Aquàtic en la isla Santa Cruz, Illes Galápagos.

## Tarifa
La reglamentació de cada lloc determina si el preu que ha d'abonar el passatger pel servei és el qual acordi en cada cas amb el conductor o si per contra el taxista està obligat a percebre únicament una tarifa fixada per l'autoritat pública.
En aquest últim cas les tarifes poden prendre diversos paràmetres per a la seva determinació:
- Un import fix de sortida.
- Imports per temps o per quilometratge.
- Imports que varien segons l'horari que es realitzi el servei, això és que pot haver tarifes en horari diürn, nocturn, de dies festius, etc.
- Variacions segons el viatge es realitzi dintre d'un determinat radi o surti del mateix (pot ocórrer que la tarifa inclogui una compensació addicional pel trajecte que ha de fer el vehicle fora de la seva radi de treball.
- També pot haver una compensació addicional per cada peça d'equipatge que transporti, per dur un gos (no guia), o quan el servei hagi estat sol·licitat mitjançant una telefonada a una emissora de Ràdio-telèfon. En algunes ciutats els taxis disposen d'un taxímetre, aparell que indica l'import a pagar segons la distància recorreguda, el temps transcorregut i la tarifa d'aplicació en cas d'existir més d'una. En aquest últim cas en algunes ciutats els taxis duen en l'exterior un dispositiu en el qual s'indica la tarifa que s'està aplicant, a fi que pugui ser comprovada per la policia municipal sense necessitat de detenir el taxi.

## Taxímetre
El taxímetre és un aparell que indica l'import a pagar segons la distància recorreguda, el temps transcorregut i la tarifa d'aplicació en cas que n'hi hagi més d'una. En aquest darrer cas, en algunes ciutats els taxis porten a l'exterior un dispositiu on s'indica la tarifa que s'està aplicant, per tal que la policia municipal pugui comprovar-la sense necessitat d'aturar el taxi.
A Veneçuela als vehicles que no posseeixen aquest dispositiu se'ls denomina carros lliures i la tarifa és negociada entre el client i el conductor.

## Als Països Catalans
El 2018 hi havia 12.330 llicències de taxi a Catalunya, 4.653 al País valencià i 2.474 a les Illes, segons el Ministeri de Foment espanyol.